# Gladwyn Bush
Gladwyn Klosking Bush, auch Miss Lassie MBE (* 14. März 1914 in George Town, Grand Cayman; † 24. November 2003 ebenda), war eine Künstlerin der Outsider Art auf den Cayman Islands. 

## Leben
Gladwyn Bush wurde 1914 in Grand Cayman als Tochter von Margaret Denora Hinds und Captain Richard Ellsworth Busch geboren, bekannt war sie als Miss Lassie. Ihr Vater war Seeman, sie hatte elf Geschwister und gehörte zur 4. Generation in ihrer Familie, die auf den Cayman Islands geboren wurde. Auch ihre Brüder gingen zur See und drei Brüder, Walder, Angus und Nino, starben auf See während des Zweiten Weltkriegs. Das Haus in George Town, in dem sie lebte, wurde von ihrem Vater und Großvater gebaut. Sie begannen mit dem Hausbau im Jahr 1878. Es ist ein authentisches kaymanisches Flecht- und Lehmhaus der Jahrhundertwende und es gehört zu nur sechs Gebäuden, die auf der Insel unter Denkmalschutz stehen. Es wurde in Anerkennung ihrer Kunst von der Regierung im Jahr 2008 nach dem Hurrikan Ivan 2004 erworben, in Mind’s Eye – The Visionary World of Gladwyn K. Bush umbenannt und restauriert. Im April 2011 wurde es dann für Besucher geöffnet. Ihr Haus, als Kunstwerk für sich, wird seit 2012 auf der World Monument Watch List der gefährdeten Welterbestätten geführt.
Miss Lassie starb am Montag, den 24. November 2003 im Alter von 89 Jahren.

## Werk
Im Alter von 62 Jahren, nach einer visionären Erfahrung, begann Miss Lassie zu malen. Durch ihr Werk zogen sich christliche Themen. Sie malte nicht nur auf Leinwand, sondern nutzte alle Flächen, die ihr zur Verfügung standen, wie Wände, Fenster und Einrichtungsgegenstände in ihrem Haus.
Ihre intuitive Kunst zeichnete sich durch einfache Linien, kräftige Farben und Szenen des kaymanischen Seefahrerlebens sowie abstrakte Darstellungen biblischer Geschichten aus.
Zwischen ihrem 62. und 89. Lebensjahr, als sie starb, erschuf sie 250 Werke.
Ihre Werke befinden sich in privaten Sammlungen und im American Visionary Art Museum, Baltimore, sowie in ihrem Haus und dem zugehörigen Mind’s Eye Education Centre.

## Ehrungen
Miss Lassie wurde 1997 die nationale Ehre, Mitglied des British Empire (MBE), verliehen und sie erhielt die Auszeichnung während der Feierlichkeiten zum Geburtstag der Königin am 15. Juni 1998 auf Grand Cayman.
Ihr wurde der Heritage Award der Cayman National Cultural Foundation verliehen.

## Ausstellungen
- Carib Art, Wanderausstellung der UNESCO 1993
- Prayer Canvases, National Gallery of the Cayman Islands 2012
- Mediating Self, National Gallery of the Cayman Islands 2017
- Tropical Visions, National Gallery of the Cayman Islands 2019[6]
- My Art is My Life, Mind’s Eye Education Centre, 2021[7]